# Fundação de Ação Social de Curitiba
A Fundação de Ação Social de Curitiba conhecida popularmente como FAS é uma entidade filantrópica vinculada à administração pública municipal da cidade de Curitiba, capital do estado do Paraná, cujo propósito é gerir a implementação de políticas de assistência social no município, para a proteção social de famílias e indivíduos em situação de risco e vulnerabilidade social.

## História
A FAS foi criada na administração do então prefeito Rafael Greca (PDT), em 29 de abril de 1993 através da lei 8155/1993, com colaboração da então primeira dama Margarita Sansone, falecida em agosto de 2024.

## Diretorias
A estrutura organizacional da FAS é dividida em 7 diretorias que coordenam os 10 núcleos regionais de atendimento;
| Diretorias                             | Titulares                             |
| -------------------------------------- | ------------------------------------- |
| Administrativa                         | Eduardo Dobis Prodossimo              |
| Atenção à População em Situação de Rua | Maria Vanderleia Garcia Santos        |
| Gestão do SUAS                         | Tatielly Letícia Sloboda Tozo         |
| Proteção Social Básica                 | Cíntia Aumann                         |
| Proteção Social Especial               | Jefferson Portugal Marchiorato        |
| Parcerias                              | Adriana Zamboni de Oliveira Soavinsky |
| Financeira                             | Silvane Oliveira Gonçalves            |

## Núcleos regionais
A atuação da FAS é dividida em 10 núcleos regionais, sendo eles;
| Núcleos Regionais | Supervisores Regionais             |
| ----------------- | ---------------------------------- |
| Bairro Novo       | Anderson Cristian Walter           |
| Boa Vista         | Ariadne Poplade Pereira Alcantara  |
| Boqueirão         | Lidiane Oliveira Bonamigo de Sousa |
| Cajuru            | Claudia Regina Bronner Foltran     |
| CIC               | Rosane Nunes Zana                  |
| Matriz            | Nair Araujo Brito de Macedo        |
| Pinheirinho       | Elisangela Stupp                   |
| Portão            | Katia Melissa Roden da Silva       |
| Santa Felicidade  | Luiza Helena Cosmo Spaki           |
| Tatuquara         | Rosilene de Fatima Borba           |

## Áreas de atuação

### Centros de Referência da Assistência Social - CRAS
A FAS é responsável pela gerência dos Centros de Referência da Assistência Social de Curitiba, presentes em cada um dos dez núcleos regionais de atendimento. No CRAS são ofertados serviços de proteção social básica destinados à população em situação de vulnerabilidade social, como o cadastramento no Programa Bolsa Família, a obtenção da tarifa social de energia elétrica, além de outros benefícios eventuais. É também no CRAS que as famílias em situação de vulnerabilidade social são assistidas e acompanhadas.

### Centros de Referência Especializados de Assistência Social - CREAS
Os Centros de Referência Especializados de Assistência Social também são equipamentos de responsabilidade da fundação, funcionam como unidades de proteção social de média complexidade, para atendimento de pessoas em situação de risco pessoal e social.

### Liceu de Ofícios
O programa Liceus de Ofícios, criado em 1993 pelo prefeito Rafael Greca e de responsabilidade vinculada a FAS tem a finalidade de contribuir com a qualificação profissional, facilitando o ingresso da população em situação de vulnerabilidade social no mercado de trabalho.

### SINE Municipal Curitiba
O SINE Municipal é um serviço da FAS presentes nas Ruas da Cidadania, é uma iniciativa do poder público municipal de orientação e inserção da população no mercado de trabalho, oferecendo consultorias como execução de currículos, orientação para emissão e utilização da carteira de trabalho e a emissão da isenção do crédito no transporte coletivo para o deslocamento aos processos seletivos, nos casos em que o trabalhador se enquadra nos critérios do Programa Tarifa Zero a Caminho do Emprego.

### Proteção Social Especial para Pessoas em Situação de Rua - POP RUA
A FAS também é responsável pela proteção social especial para pessoas em situação de rua, garantindo a proteção deste grupo através de acolhimento em Casas de Passagem, Unidades de Acolhimento Institucional, Abordagem Social 24 horas, utilizando Kombis para transporte de assistidos para atendimento e encaminhamento, Casa da Acolhida e do Regresso, Centros Pop  e Hotéis Sociais. Todos os serviços têm como objetivo contribuir para a construção de novos projetos de vida e possibilitar condições de acolhida na rede socioassistencial.